# Strzelanka trzecioosobowa

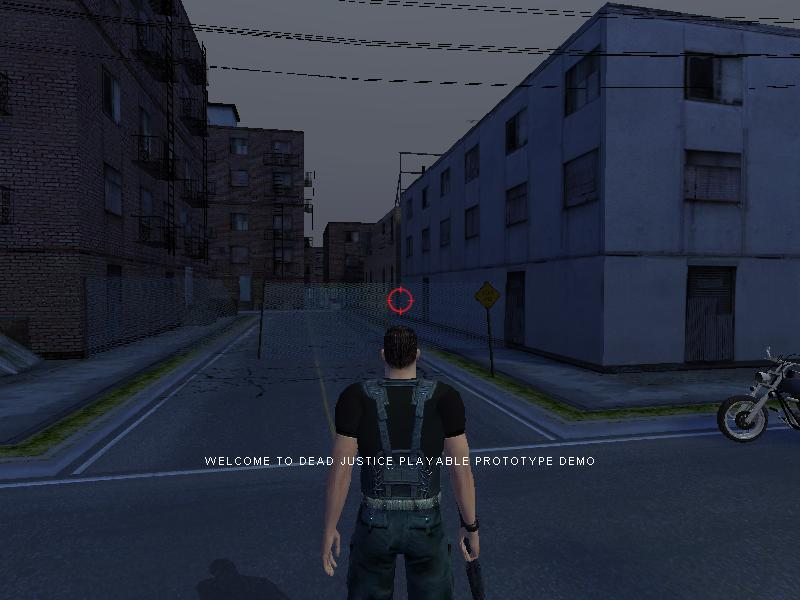
Zrzut ekranu z gry Dead Justice prezentujący perspektywę charakterystyczną dla strzelanki trzecioosobowej

Strzelanka trzecioosobowa, TPS (od ang. third-person shooter) – gatunek gier komputerowych, w których akcja jest prezentowana z perspektywy trzeciej osoby. Rozgrywka w grach tego typu polega na walce z przeciwnikami przy użyciu broni palnej; w większości gier TPS znajduje się również system osłon.
Przykładami strzelanek trzecioosobowych są Gears of War oraz Max Payne.

## Mechanika

### Strzelanie
Podstawowym celem gracza w strzelankach trzecioosobowych jest pokonanie przeciwnika za pomocą broni palnej. W odróżnieniu od strzelanek pierwszoosobowych gracz ma możliwość ukrywania się za przeszkodami. Ze względu na utrudnione celowanie gracze korzystający z gamepadów mają możliwość korzystania ze wsparcia celowania. Gry tego typu mogą również zawierać system precyzyjnego strzelania, w którym kamera zmienia się na perspektywę z pierwszej osoby.

### Poruszanie postaci
Ze względu na większe pole widzenia postać może wykonywać bardziej skomplikowane ruchy niż w grach pierwszoosobowych. Bohater może mieć możliwość kucania, automatycznego ukrywania za osłonami przy pomocy wślizgów. Gracze mają także możliwość eliminowania przeciwników za pomocą prostego systemu walki wręcz. Skorzystanie z tej metody podczas ukrywania za osłoną może spowodować ciche pozbycie się wroga, dzięki czemu pozostali oponenci nie znają położenia gracza.
System poruszania postaci może być istotnym elementem rozgrywki, jak na przykład w grze Max Payne, gdzie podczas wykorzystywania mechaniki spowolnienia czasu postać gracza mogła rzucić się w wybranym kierunku jednocześnie strzelając.

### Praca kamery
Gracz ma możliwość obracania kamery wokół kontrolowanej postaci, dzięki czemu można obserwować większy obszar niż w strzelankach pierwszoosobowych, co umożliwia przykładowo prowadzenie ognia z ukrycia za osłoną. Ponadto niektóre strzelanki trzecioosobowe umożliwiają graczowi zmianę trybu kamery w trakcie celowania na tryb pierwszoosobowy.